# Cylindromyia orientalis
Cylindromyia orientalis là một loài ruồi trong họ Tachinidae.